# Gone (utwór U2)
Gone to piosenka rockowej grupy U2, pochodząca z jej wydanego w 1997 roku albumu, Pop. Jej wykonania podczas trasy PopMart Tour były często dedykowane Michaelowi Hutchence, zmarłemu przyjacielowi zespołu. Bono przyznał, że "Gone" jest jednym z jego ulubionych utworów w twórczości U2. 
Tempo piosenki jest bardzo zbliżone do utworu "Love and Peace or Else", który powstał podczas sesji nagraniowych Pop, ale ukazał się dopiero na płycie How to Dismantle an Atomic Bomb.
Piosenka została wydana również na kompilacyjnym albumie The Best of 1980-1990 oraz na DVD Elevation: Live from Boston.
Podczas koncertu (wydanego później na DVD), Elevation: Live from Boston w 2001 roku, The Edge na koniec piosenki "Gone" wyrwał struny, a następnie kopnął swoją gitarę elektryczną Rickenbacker 330-12, z wściekłości, prawdopodobnie na perkusistę Larry'ego Mullena, gdyż ten zdecydował skończyć zbyt wcześnie, robiąc bałagan w całym utworze. Jednak w oczach wielu fanów, wpłynęło to dobrze na reputację zespołu, ponieważ ich zdaniem, granie koncertów polega przede wszystkim na przekazywaniu widzom prawdziwych emocji.

## Twórcy
- Bono - wokale główne, gitara
- The Edge - syntezator, chórki, gitara
- Adam Clayton - gitara basowa
- Larry Mullen - perkusja